# Ferdinando Carulli
Ferdinando Maria Meinrado Francesco Pascale Rosario Carulli (Nàpols, 9 de febrer de 1770 – París, 17 de febrer de 1841) va ser un guitarrista italià.
Va néixer al si d'una família benestant. Com molts joves de l'època aprengué la teoria musical amb un sacerdot músic afeccionat, sent el seu primer instrument el violoncel. Però quan a l'edat de 20 anys descobrí la guitarra, abandonà el violoncel i es dedicà completament a aquest instrument.
En aquell temps no hi havia autèntics professors de guitarra a Nàpols, el que l'obligà a desenvolupar el seu estil i tècnica pròpia. Amb posterioritat ell mateix publicaria el seu mètode, que ha romàs fins a l'actualitat com a material didàctic de referència per a la guitarra.
Compongué un gran nombre de concerts, sonates, nocturns, etc., per a guitarra, guitarra i piano, flauta i violí. Entre les seves obres sobresurt la titulada Les trois jours (op.331), descripció musical de la Revolució de Juliol. A més, se li deuen el notable tractat teòric L'harmonie apliqueé à la guitare (1825), i un Méthode dè guitare, del qual se'n feren diverses edicions.
Els seus concerts a Nàpols li donaren la suficient popularitat per començar les gires per la resta d'Europa. Vers el 1801 es casà amb la francesa Marie-Josephine Boyer, amb la qual va tenir un fill, Gustavo (1801-1876), amb qui compondria diverses obres per a guitarra i piano. Després es traslladà a Milà, on publicà algunes de les seves obres.
La seva enorme popularitat feu que el 1808 es traslladés a París, on romangué la resta dels seus dies component i exercint el professorat de guitarra, en la qual va tenir entre altres alumnes en Víctor Magnien. Morí en aquesta ciutat el 17 de febrer de 1841.